# BBC One
BBC One ist das meistgesehene Inlandsfernsehprogramm der British Broadcasting Corporation (BBC) und unter Berücksichtigung des Vorgängers BBC Television Service mit Sendebeginn 1936 der älteste noch bestehende regelmäßig sendende Fernsehsender der Welt. Schon von 1929 bis 1935 wurde ein Fernsehprogramm ausgestrahlt, allerdings nur in einer Auflösung von 30 Zeilen und hatte daher mehr Versuchscharakter. Das Fernsehprogramm der BBC wurde während des Zweiten Weltkriegs unterbrochen und am 1. Juli 1946 – mit der Technik der Vorkriegszeit – wieder aufgenommen. Es wurde im Februar 1947 einen Monat lang wegen einer Energieknappheit im außergewöhnlich harten Winter 1946/47 unterbrochen; seitdem sendet das BBC One kontinuierlich.
BBC One wurde noch bis 1985 in der alten Fernsehnorm „A“ mit 405 Zeilen in Schwarzweiß ausgestrahlt. Seit 1963 gibt es einen Parallelbetrieb in der kontinentalen Fernsehnorm mit 625 Zeilen, seit 1969 (also erst zwei Jahre nach dem Wechsel von BBC Two auf Farbe) auch in Farbe nach PAL.
Das heute ausgestrahlte Programm wird im gesamten Vereinigten Königreich per DVB-T terrestrisch verbreitet. Es wird auch in alle britischen Kabelnetze eingespeist und war über den Satelliten Astra 1N im Sendegebiet und in weiten Teilen Westeuropas zu empfangen. Der Marktanteil beträgt im Vereinigten Königreich etwa 25 Prozent. Er liegt damit knapp vor dem des größten britischen Konkurrenten ITV 1.

## Logos

Logo von 1936 bis 1939
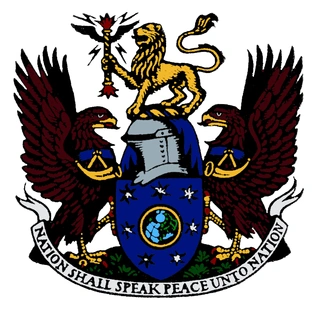
Logo von 1946 bis 1953
Logo von 1953 bis 1960
Logo von 1960 bis 1963
Logo von 1963 bis 1964
Logo von 1964 bis 1966
Logo von 1966 bis 1968
Logo von 1968 bis 1969
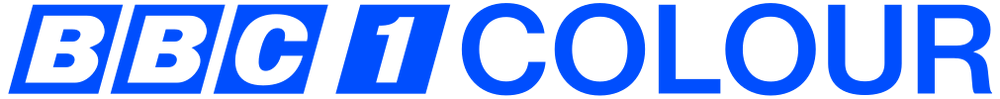
Farbversion des Logos von 1969 bis 1972
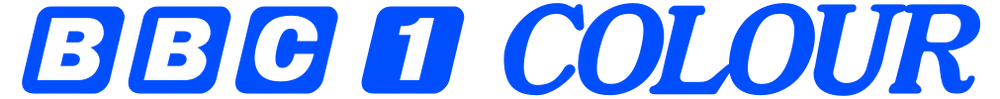
Logo der Farbversion von 1972 bis 1974
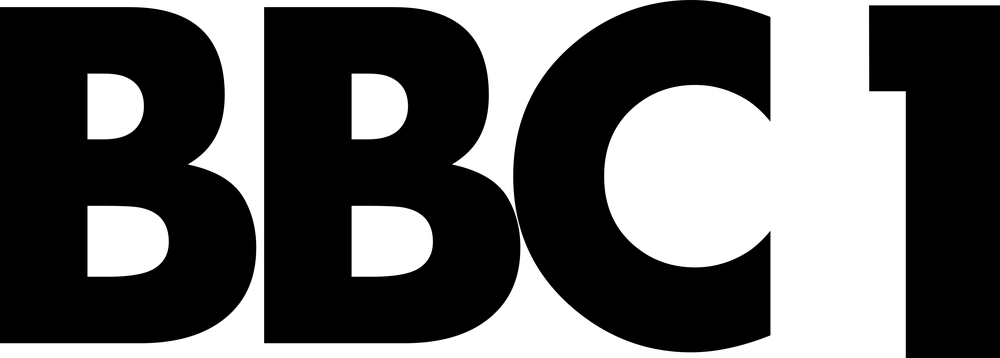
Logo von 1974 bis 1985
Logo von 1985 bis 1991
Logo von 1991 bis 1997
Logo von 1997 bis 2002
Logo von 2002 bis 2006
Logo von 2006 bis 2021
Logo seit 2021

## Empfang
Der Fernsehsender ist über die Satelliten Astra 2E und Astra 2F auf 28.2° Ost empfangbar. Die Verbreitung über Astra 1 N wurde eingestellt.
Einige der Sendungen werden auch über den Pay-TV-Sender BBC Entertainment gesendet, welcher in den Pay-TV-Paketen verschiedener Kabelnetzbetreiber enthalten ist. Seit Ende 2020 wird der Fernsehsender zusätzlich über Hotbird 13° Ost als Teil des Kabelio Programmangebots ausgestrahlt.

## Auswahl von Sendungen
- BBC News and Regional News
- Doctor Who (1963–)
- Till Death Us Do Part (1965–1975)
- Paul Temple (1969–1971)
- EastEnders (1985–)
- Nachbarn (Neighbours) (1985–2008)
- Monarch of the Glen (2000–2005)
- Top Gear (2002–)
- Spooks – Im Visier des MI5 (2002–2011)
- Life on Mars – Gefangen in den 70ern (Life on Mars) (2005–2006)
- Robin Hood (2006–2009)
- The Omid Djalili Show (2007)
- Merlin – Die neuen Abenteuer (2008–2012)
- Sherlock (2010–2017)
- Luther (2010–2019)
- Parade’s End – Der letzte Gentleman (2012)
- The Voice UK (2012–)
- The Missing (2014–2016)
- Poldark (2015–2019)
- Taboo (2017–)
- Requiem (2018)
- A Very English Scandal (2018–)
- Years and Years (2019)